# ATP Challenger Croydon
Der ATP Challenger Croydon (offiziell: Croydon Challenger) war ein Tennisturnier, das von 1989 bis 1990 jährlich in Croydon, England, stattfand. Es gehörte zur ATP Challenger Tour und wurde in der Halle auf Teppich gespielt.

## Liste der Sieger

### Einzel
| Jahr | Sieger            | Finalgegner   | Ergebnis |
| ---- | ----------------- | ------------- | -------- |
| 1990 | Christian Saceanu | Udo Riglewski | 6:3, 6:0 |
| 1989 | Michael Tauson    | Chris Bailey  | 6:4, 7:6 |

### Doppel
| Jahr | Sieger                         | Finalgegner                 | Ergebnis      |
| ---- | ------------------------------ | --------------------------- | ------------- |
| 1990 | Andrew Castle Olivier Delaître | Nick Brown Nicholas Fulwood | 7:6, 6:3      |
| 1989 | Russell Barlow Ville Jansson   | Mike DePalmer Byron Talbot  | 2:6, 6:3, 7:5 |